# О русском крестьянстве
«О русском крестьянстве» — статья М. Горького, написанная и впервые изданная в Берлине в 1922 году. В СССР не издавалась.
Автор, находясь в эмиграции, описывает врождённую склонность русских крестьян к насилию и жестокости, обвиняет крестьянство в показной религиозности и массовых убийствах Гражданской войны.

## Содержание и критика
Во всём творчестве Горького прослеживается неоднозначное отношение писателя к крестьянству. В 1990-е годы в постсоветском литературоведении утвердилось представление о негативном отношении Максима Горького к крестьянству. Русский публицист Н. В. Валентинов, эмигрировавший во Францию, отмечал, что Горький «не терпел» крестьянина ещё с 1888 года, когда проживал в селе Красновидово.
В архиве Лубянки сохранился обзор «Максим Горький за рубежом», составленный после выхода в свет статьи Горького. В обзоре рассказывается о том, что в 1922 году, находясь за границей, писатель был окружён вниманием иностранных газет, в которых напечатал несколько сенсационных статей о своём отношении к русской революции и русскому народу, в частности статью «О русском крестьянстве».
В это время критическое отношение к русскому крестьянству выражали современники Горького — философы Н. Бердяев («Миросозерцание Достоевского») и Н. Лосский («Характер русского народа»). О жестокостях жизни русской глубинки Горький писал и до революции: «Городок Окуров» (1909), «Жизнь Матвея Кожемякина» (1911).
В статье «О русском крестьянстве» Горький попытался осмыслить роль крестьян в истории России, понять причины жестокого поведения представителей низшего сословия и его массового участия в кровавых событиях революции и Гражданской войны. По словам французского слависта Ж. Нива, эта статья подтверждает, что в глубине души Горький переживал страх перед так называемым русским варварством.
Вслед за И. Буниным («Опротивел человек», «Окаянные дни») автор подвергает критике характер русского крестьянства.

Человек Запада ещё в раннем детстве, только что встав на задние лапы, видит всюду вокруг себя монументальные результаты труда его предков… Земля — в руках человека… Это впечатление всасывается ребёнком Запада и воспитывает в нём сознание ценности человека, уважение к его труду и чувство своей личной значительности как наследника чудес, труда и творчества предков. Такие мысли, такие чувства и оценки не могут возникнуть в душе русского крестьянина. Безграничная плоскость, на которой тесно сгрудились деревянные, крытые соломой деревни, имеет ядовитое свойство опустошать человека, высасывать его желания…
Нигде вокруг не видно прочных следов труда и творчества.

После своей публикации статья нашла неодобрительные отклики в России и на Западе.